# Miguel Pérez Capella
Miguel Pérez Capella (Linares, Jaén, 12 de diciembre de 1930-Gerona, 12 de noviembre de 2014) fue un Magistrado español. Presidió la Audiencia Provincial de Gerona entre octubre de 1985 y diciembre de 2000, en que se jubiló. Estaba casado con Antonia De-Gregorio López (†2008), con quien tuvo cuatro hijos: José Joaquín, Carmen, Miguel Ángel y Antonio Jesús.
Su primer destino fue el de secretario judicial en Riaño (León), adonde llegó el 8 de octubre de 1955, con 24 años. Al cabo de tres años fue destinado como secretario judicial al juzgado de primera instancia e instrucción de Lalín (Pontevedra). El año 1959 pidió la excedencia voluntaria al ser destinado como juez a Campillos (Málaga).
El mes de abril de 1962 fue promovido a juez de ascenso y destinado a los juzgados de La Bisbal del Ampurdán (Gerona). Tomó posesión el 16 de mayo. Nada más llegar, ya le esperaban, porque una persona se había suicidado colgándose.
El año 1967 fue promovido a juez de término. En el mes de junio de 1973 fue promovido a magistrado, siendo destinado al número 2 de los juzgados de primera instancia e instrucción de Palma de Mallorca. Aunque por poco tiempo, ya que en octubre de 1973 fue destinado como magistrado a la Audiencia de Gerona. En el mes de febrero de 1985, Pérez Capella ocupó interinamente la presidencia.  Pero en el mes de junio del mismo año fue destinado a la sala tercera de la Audiencia Territorial de Barcelona. Y muy pronto volvió a Gerona, como nuevo presidente de la Audiencia. Él había pedido la plaza en quedar vacante por la marcha de Francisco Soto Nieto. Tomó posesión del máximo órgano judicial gerundense el 16 de octubre de 1985.
Durante su presidencia cabe destacar diversos hechos importantes. La Audiencia de Gerona fue la primera de Cataluña y de España en incorporar la informática. Además permitió la normalización del catalán en los juicios y la presencia de televisiones y fotógrafos en las sesiones. Como también fue la primera de Cataluña en ser custodiada por los Mozos de Escuadra.
El mes de septiembre de 1998 fue elegido miembro de la comisión permanente de la sala de gobierno del Tribunal Superior de Justicia de Cataluña. El año 2000 se decretó su jubilación forzosa, ya que llegaba a la edad legalmente establecida, que se cumplió el 12 de diciembre de aquel año. Su vacante fue cubierta con el año nuevo por el magistrado de la misma Audiencia Fernando Lacaba Sánchez.
El mes de abril de 2001 fue nombrado presidente emérito de la Audiencia de Gerona. Además, tiene, entre otras condecoraciones, las cruces de Primera Clase y de Honor de la orden de San Raimundo de Peñafort, la Cruz de la orden del Mérito Civil, Cruz del Mérito Policial con distintivo blanco y la Medalla de Oro a los Servicions Distinguidos por parte del Colegio de Graduados Sociales de Barcelona, demarcación de Gerona. El año 1968 fue nombrado doctor honoris causa por la academia Saint Olav de Londres. También fue profesor-tutor de derecho penal en la UNED de Gerona.
Miguel Pérez Capella falleció en Gerona el 12 de noviembre de 2014 tras muchos años afectado por la enfermedad del Alzheimer

## Escritor y poeta
Pérez Capella, aparte de jurista, era un gran enamorado de las letras. Escribió muchos artículos y poesías, muchos de ellos publicados en periódicos y revistas gerundenses, especialmente con Diario de Gerona/Diari de Girona y la Revista de Palafrugell. En Palafrugell, además, fue miembro del jurado de la rua de les Fiestas de Primavera de Palafrugell y el año 1974 llegó a ser el pregonero de estas fiestas.

## Escritos
- El perfil de una provincia Revista de Girona, 1963, número 25. pp 79-82
- A qui es jutge a Dallas? Diari Los Sitios, 27 de febrero de 1964, p 4
- Nuestro amigo el peatón Revista de Palafrugell, 1 de mayo de 1964, pp 6-7
- El castillo de la Bisbal Los Sitios de Gerona, 17 de octubre de 1965, p 7
- Gerona y el arte románico Los Sitios de Gerona, 29 de octubre de 1965, p 19
- Los caminos de Cataluña hasta Santiago Los Sitios de Gerona, 12 de diciembre de 1965, p 7
- La ruta monumental del Bajo Ampurdán Los Sitios de Gerona, 15 de marzo de 1966, p 7
- ¿Fue legal el proceso de Cristo? Los Sitios de Gerona, 7 de abril de 1966, p 5
- Ese escritor llamado Candel Revista de Palafrugell, 1 de junio de 1966, p 19
- Las nuevas tendencias pictóricas Revista de Palafrugell, 1 de septiembre de 1966, p 10
- El pintor López Cabrera Revista de Palafrugell, 1 de noviembre de 1966, p 15
- Cataluña y su cerámica Revista de Girona, 1969, número 47. pp 4-6
- Carta oberta a l'escriptor Francisco Candel Revista de Palafrugell 1 de diciembre de 1971, p 6
- Apuntes para la historia numismática de la provincia de Gerona Revista de Girona, 1975, número 70, pp 43-44
- Monedes Diari de Girona, 8 de febrero de 1995, p 11
- Ara fa cinc-cents anys Diari de Girona, 15 de febrero de 1995, p 11
- No som gran cosa...? (enlace roto disponible en Internet Archive; véase el historial, la primera versión y la última). Diari de Girona, 9 de enero de 2005, p 94
- D'on sorgeix la vida? Diari de Girona, 20 de julio de 2008, p 92

## Poesías
- El pino y la lira Revista de Palafrugell, 1 de enero de 1969, p 7
- Yo no siento el Carnaval... Revista de Palafrugell, 1 de febrero de 1969, p 7
- El invierno Revista de Palafrugell, 1 de noviembre de 1969 p 15
- Intimidad Revista de Palafrugell, 1 de enero de 1970 p 12
- Barrio latino Revista de Palafrugell, 1 de marzo de 1972, p 11